# Park Juliusruh

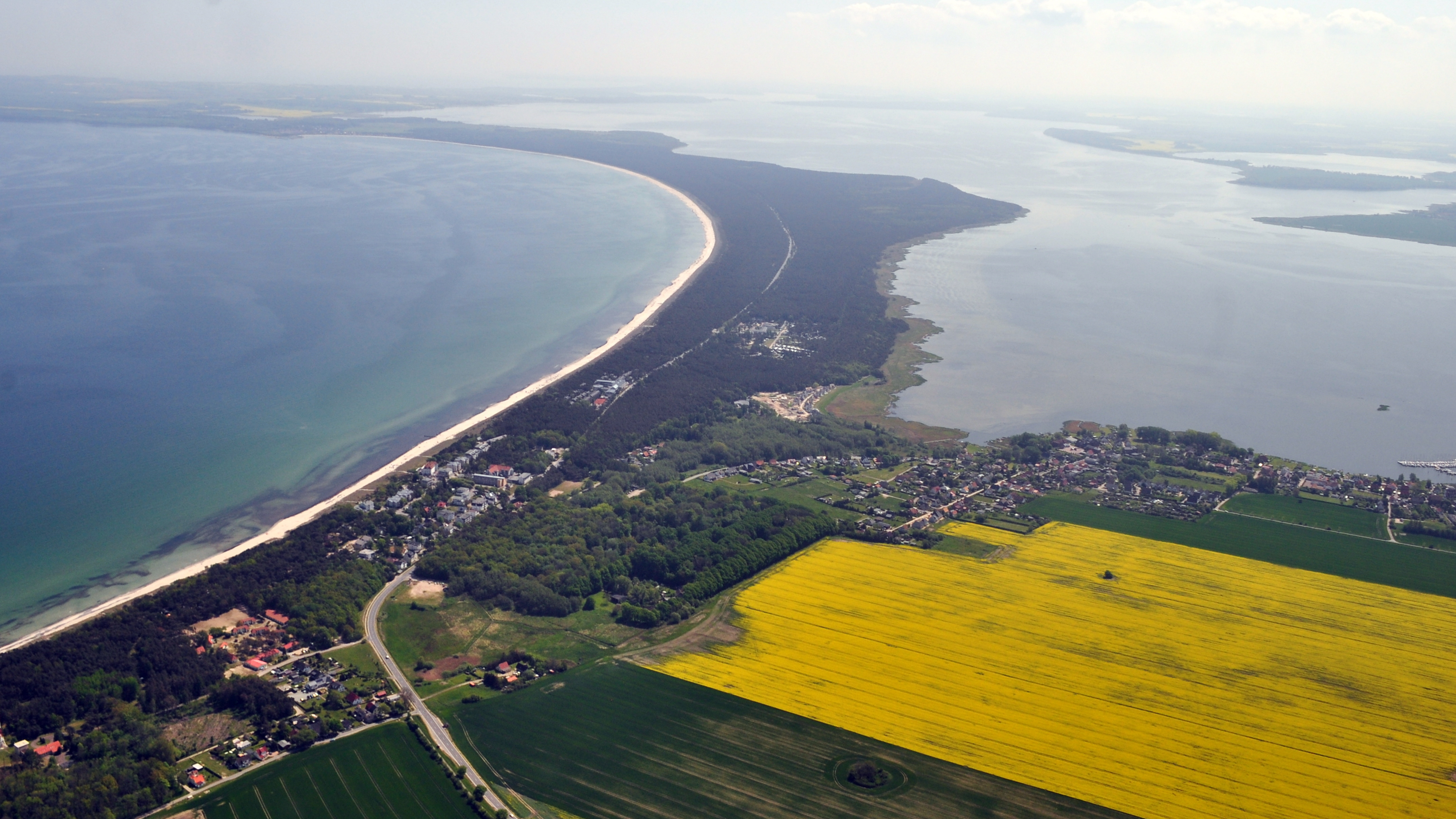
Luftaufnahme von Juliusruh mit Kurpark (zu erkennen links neben dem Rapsfeld)

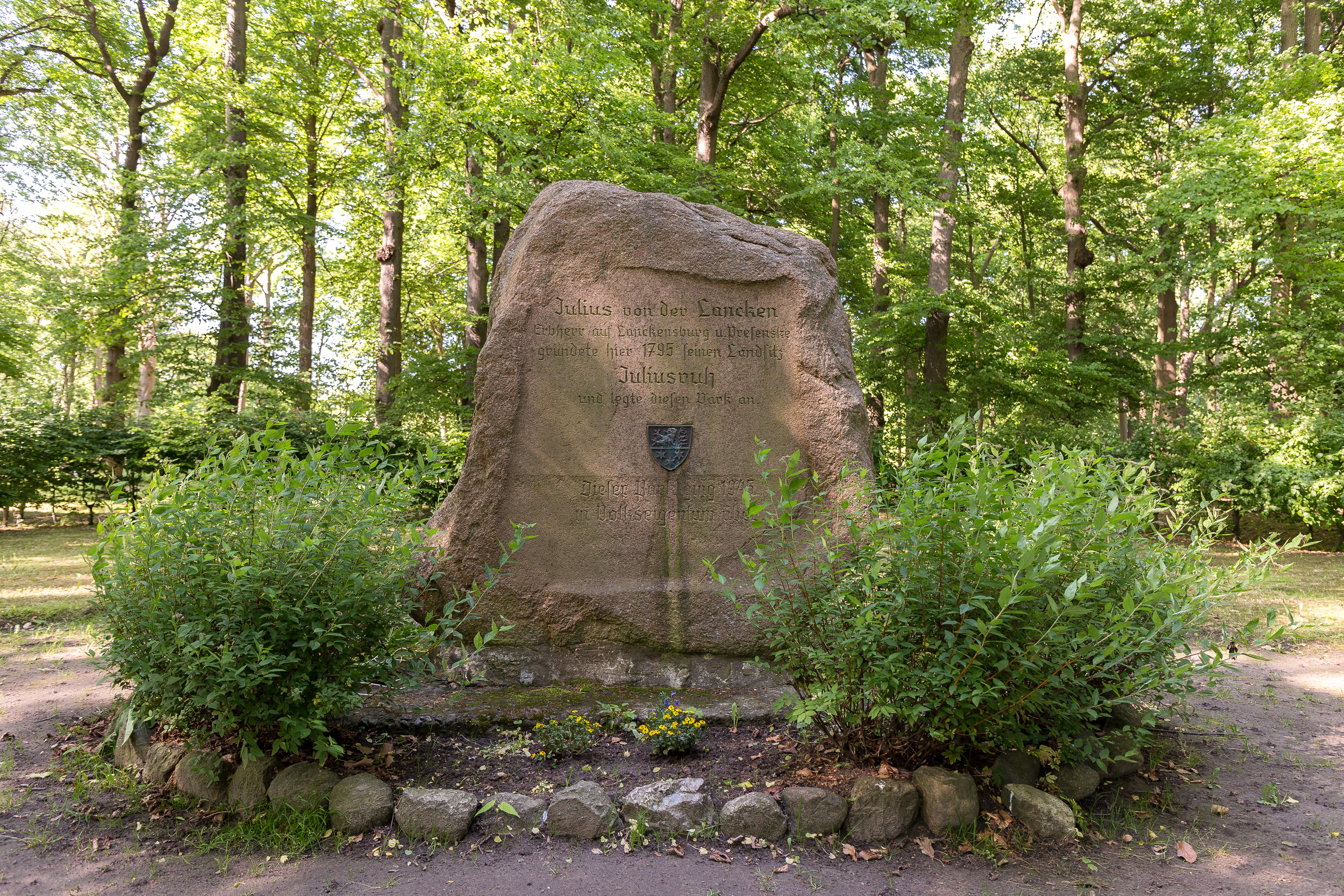
Gedenkstein für Julius von der Lancken im Park Juliusruh

Der Park Juliusruh ist eine Parkanlage in der Ortschaft Juliusruh auf der Insel Rügen. Es handelt sich um eine spätbarocke Anlage im Charakter des Rokoko.
Der Park wurde vom Gründer Juliusruhs, Julius von der Lancken, im letzten Drittel der sogenannten „Schwedenzeit“, das heißt der Zugehörigkeit Rügens zum Königreich Schweden, ab 1795 auf Dünensand angelegt. Nachdem die Anlage 1803 an Philip Karl Riekmann verkauft wurde, verfielen das Landhaus und die dazugehörigen Wirtschaftsgebäude schnell, der Park verwilderte. 1835 erwarb die Stadt Stralsund den Besitz. Seither wird der Park als Kurpark genutzt. Das am Nordrand des Parks 1795 erbaute Jagdschloss Juliusruh wurde 1945 niedergebrannt und zerstört.
Der Park wird von Norden nach Süden durch eine Mittelachse gegliedert. Der westliche Teil ist in einzelne, meist rechteckige Quartiere gegliedert. Im westlichen Teil befindet sich auch eine wallartige Anlage, die zur Aufnahme der exotischen Pflanzen zum Schutz vor rauen Westwinden diente. Die Quartiere sind mit aus Schweden stammenden Linden bepflanzt. Ursprünglich befanden sich auch Rondelle und Wasserbecken im Park.
Der Park wurde im Laufe der Zeit vielfach verändert. Heute befindet sich im Zentrum des westlichen Parkteils, der einst ein quadratischer Rosengarten war, ein Denkmal für Julius von der Lancken, welches mit Buchenhecken eingefasst ist.
Der heute vorhandene Weg (Ost-West-Achse) wurde erst 1844 angelegt.

Parkanlage Juliusruh um 1835 – Ort noch nicht vorhanden
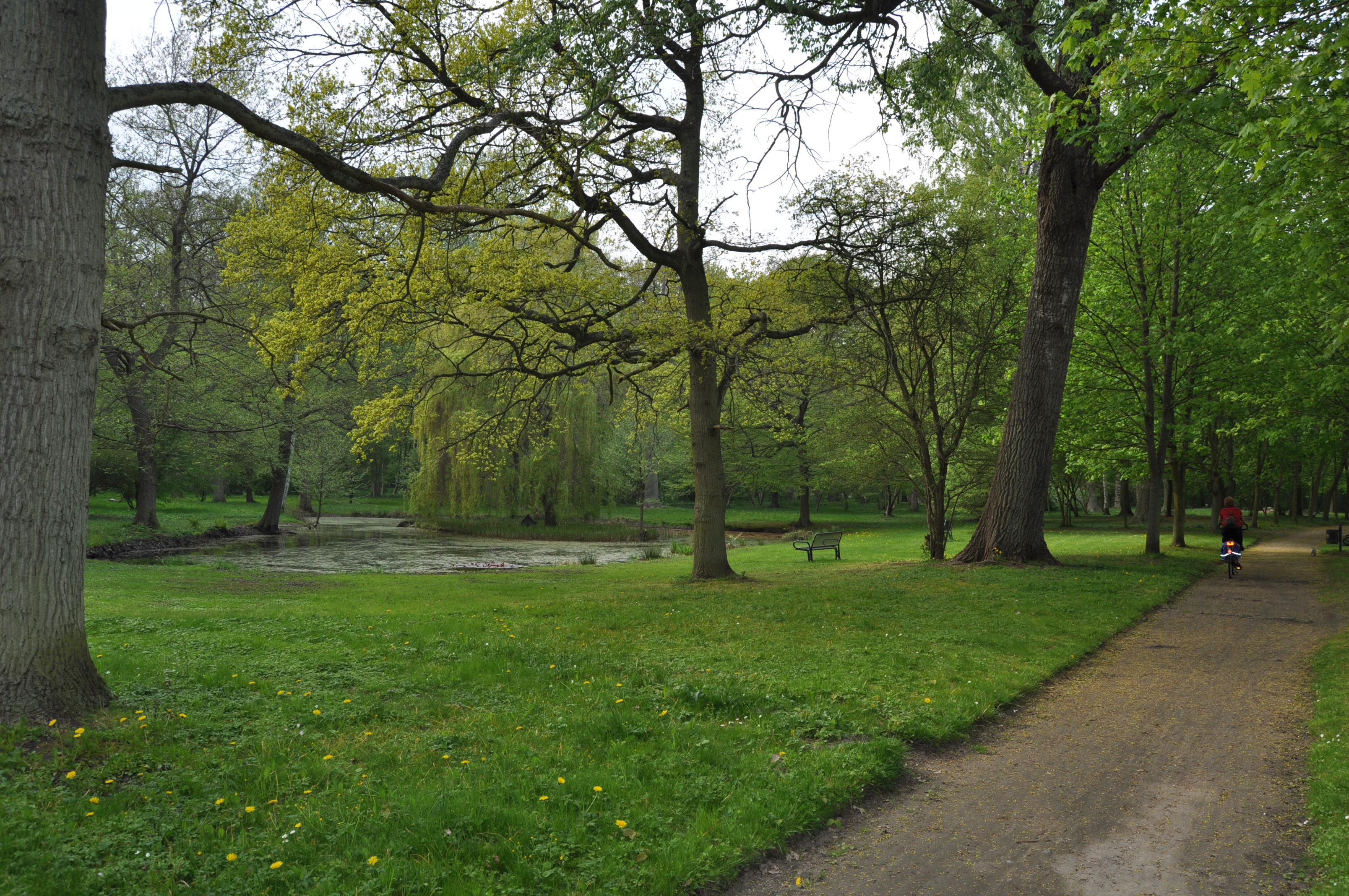
Park Juliusruh mit Teich – englischer Parkteil
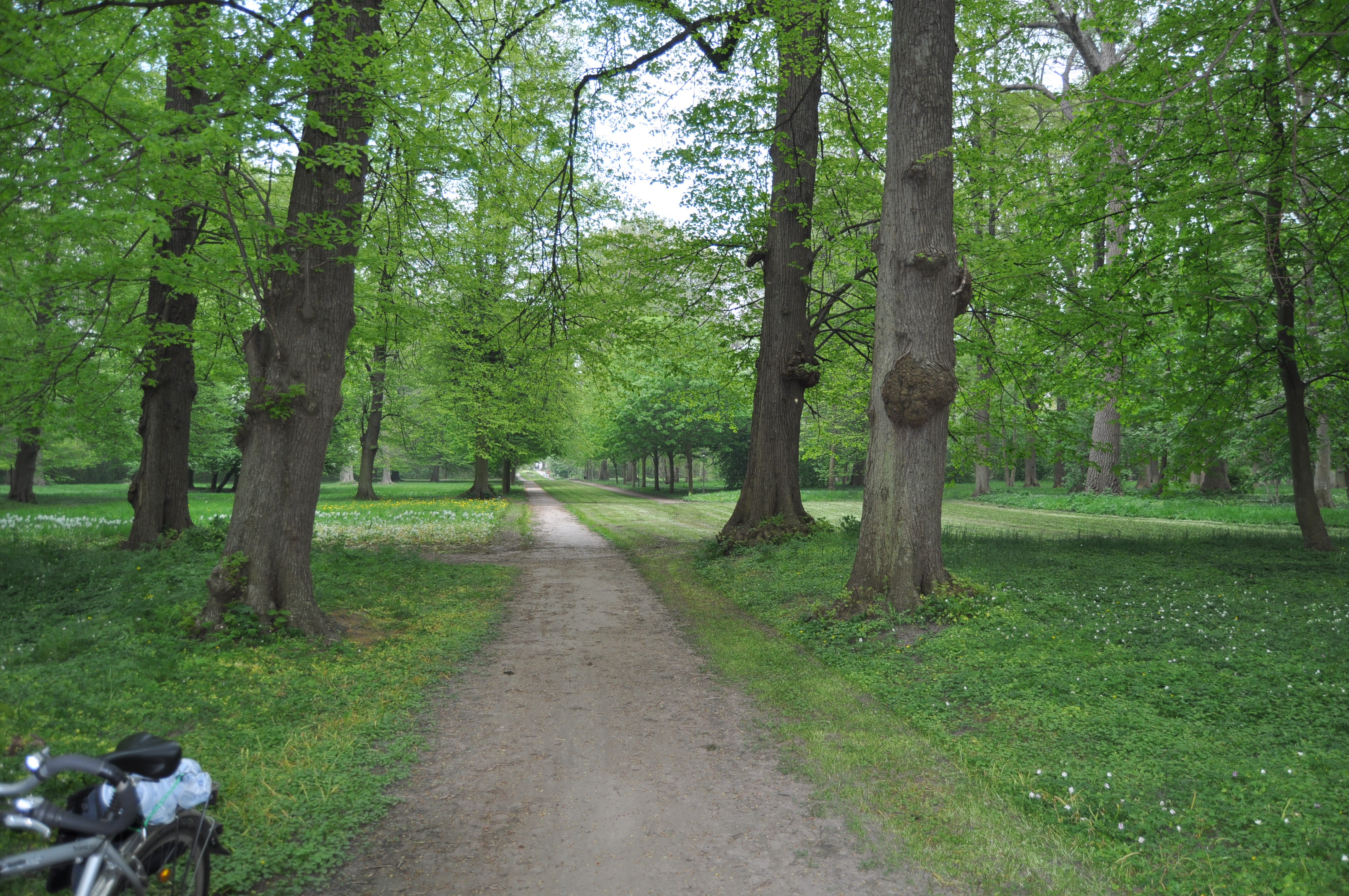
Barocke Hauptachse im Park Juliusruh von 1844
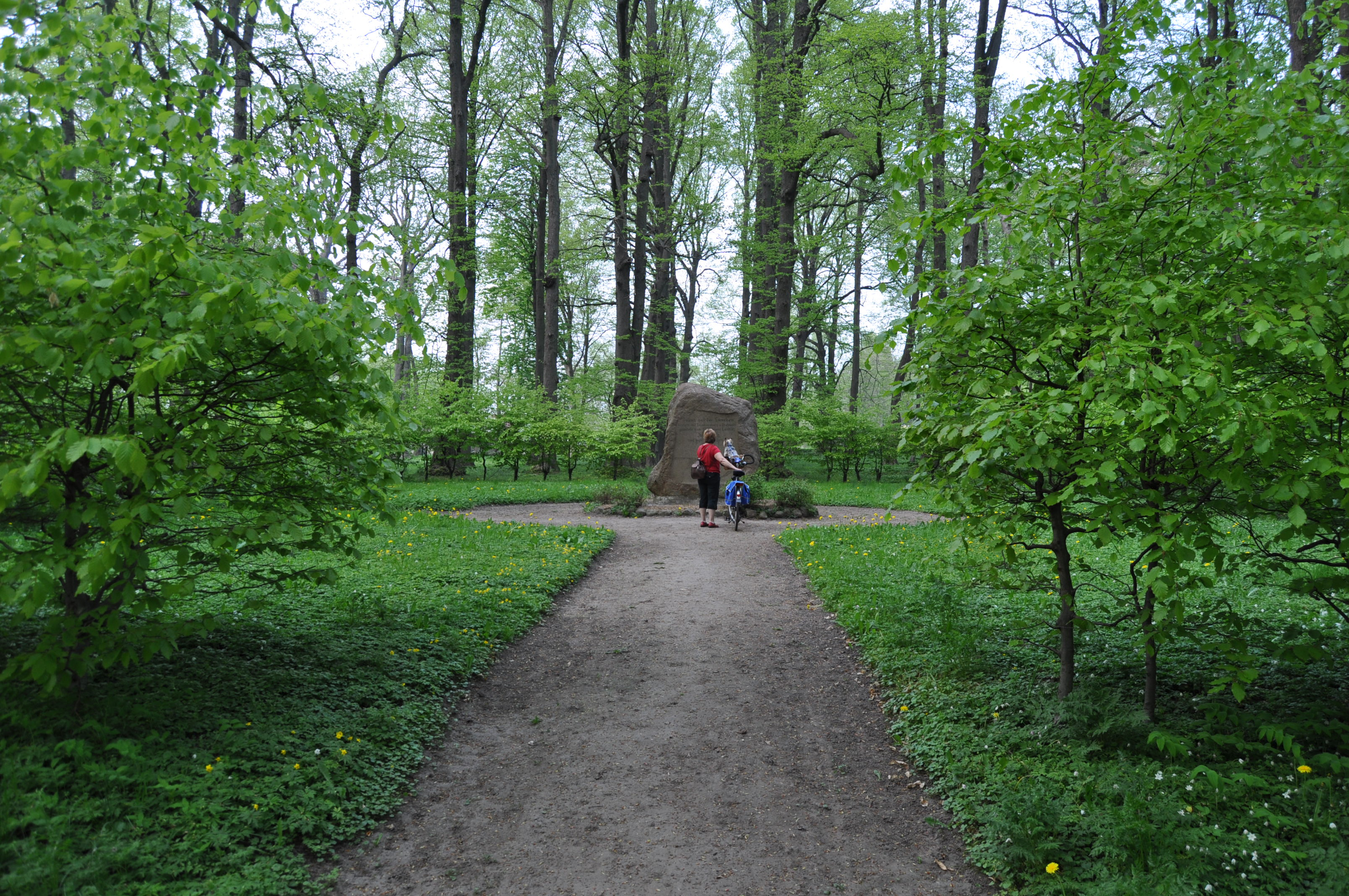
Denkmalquartier im Westteil (Barock) mit Hecke im Park
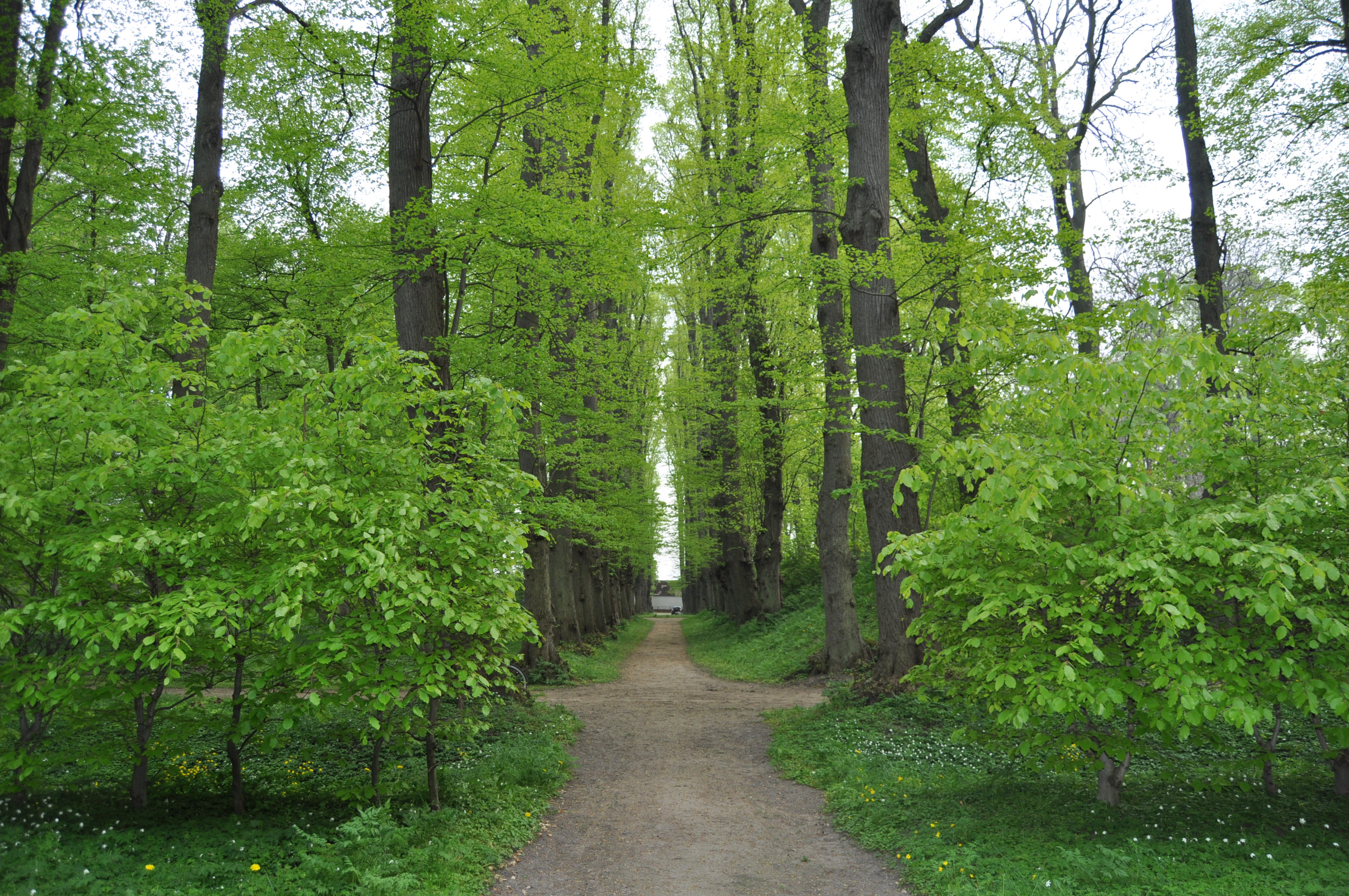
Nord-Süd Achse im Barockteil Park Juliusruh

Koordinaten: 54° 37′ 17″ N, 13° 22′ 11″ O